# Luiz Phellype
Pour l’article ayant un titre homophone, voir Luis Phelipe.
Luiz Phellype, de son nom complet Luiz Phellype Luciano Silva, né le 27 septembre 1993 à São Gonçalo do Sapucaí, est un footballeur brésilien évoluant au poste d'attaquant à Shonan Bellmare.

## Biographie

### En club
Il joue notamment au Sporting Portugal à partir de 2019,.

## Palmarès
Paços de Ferreira
- Vainqueur de la Segunda Liga en 2019

 Sporting Portugal
- Vainqueur de la Coupe du Portugal en 2019
- Vainqueur de la Coupe de la Ligue portugaise en 2019